# Коррозия Металла
Коррозия Металла — радянська та російська треш-метал гурт.

## Історія гурту
Створений 1984 року в Москві. Перший склад: Сергій «Паук» Троїцький (гітара), Сергій «Боров» Високосов (гітара), Саша «Шизофренік» (вокал), Вадик «Морг» (ударні), Вадим «Сакс» Михайлов (бас).

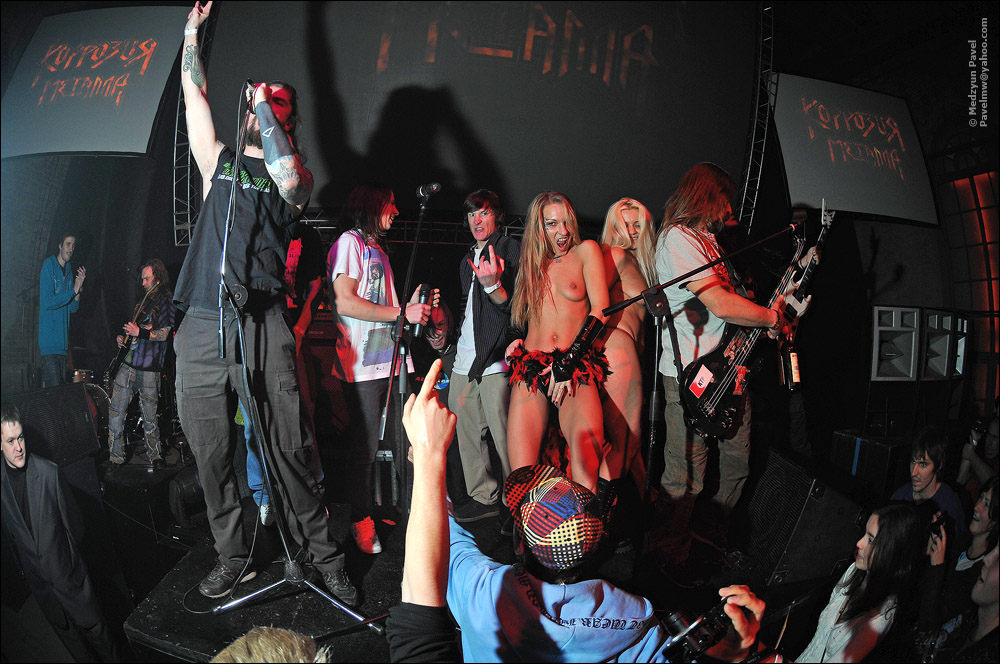
Виступ гурту у 2009 році

Перший концерт відбувся 1985 року в приміщенні ЖЕКу де працював Сергій Високосов. Це були часи цензури та тотального контролю КДБ, тому концерт закінчився неприємностями для всіх, хто був на ньому присутній (декілька сот осіб) — після четвертої пісні їх було заарештовано працівниками міліції, і кілька годин всі провели у відділку. З цього моменту почалися утиски гурту і заборони його концертів. У 1986 році гурт, аби легалізувати свою діяльність, вступає до «Московської Рок Лабораторії» і починає давати офіційні концерти. Вони були досить скандальними, і деякі майданчики відмовились приймати музикантів; крім того почалися сварки з керівництвом Рок Лабораторії. Того ж року виходить дебютна фонограма колективу з шести пісень. У 1987 виходить перший концертний альбом  — "Жизнь в Октябре", записаний на концерті, що проходив разом з гуртом Чёрный Обелиск. Перший магнітоальбом гурту «Орден Сатани» було записано 1988-го року. У 1989 році Сергій Троїцький створив «Корпорацію Тяжкого Року», що займалася організацією фестивалів тяжкої музики з метою надати можливість молодим колективам проявити себе на сцені. Того ж року гурт починає виступати з епатажним шоу, в якому були жахи та спецефекти у стилі Еліса Купера. Також після фестивалю «Рок проти СНІДу», гурт почав використовувати еро-шоу з оголеними дівчатами. У 1990 році виходить грамплатівка «Канібал». Гурт багато гастролює по СРСР та іншими країнам (Польща, Німеччина, Югославія та Угорщина). Деякий час колектив намагався потрапити на західний ринок рок-музики, тому почав виконувати пісні не тільки російською, але й англійською мовою.
Склад гурту часто змінювався, незмінним залишається тільки лідер колективу Сергій «Паук» Троїцький. Зараз він займається не тільки музикою, але й проводить громадсько-політичні акції, зокрема ультра-правого напряму. Тексти пісень теж змінилися у напрямку націонал-соціалізму. Через це гурт має проблеми: зокрема, у деяких містах колективу відмовляють у концертних майданчиках.

## Вплив
Діяльність гурту гостро критикувалась пресою за гостросоціальні тексти та секс-шоу (офіційно в СРСР сексу не було). Однак, попри це, Корозія металу мала велику армію шанувальників внаслідок того, що була найважчою групою СРСР та мала одне з найбільш видовищних та епатажних шоу на той час. Крім того організовувала фестивалі для груп, що грали важкий метал, для яких тоді це був єдиний шанс виступити перед великою аудиторією. Хоча в наш час група не дуже відома прихильникам рок-музики, вона безумовно вплинула на розвиток важкого металу на теренах колишнього СРСР.

## Дискографія

### Студійні альбоми
- Орден Сатаны (1988)
- Russian Vodka (1989)
- Каннибал (1990)
- Садизм (1992)
- 1.966 (1995)
- Компьютер-Гитлер (1997)
- Языческие боги (2002)
- Белые волки (2003)
- Война миров (2009)

### Концертні альбоми
- Жизнь в Октябре (1987)
- Дебош в Орленке (1990)
- Nicht Kapitulieren (1995)
- Адский концерт (1997)
- Угар в Полярном! (1998)
- Съешь живьем! (2005)

### Сингли та збірки
- 1985 — Власть зла
- 1996 — Задержите поезд
- 1997 — Венера
- 1997 — Человек со шрамом
- 1998 — Танцевальный рай & ад
- 1999 — Он не любил учителей
- 2000 — Бей чертей — спасай Россию!
- 2001 — С Новым Годом!
- 2001 — Легенды русского рока
- 2001 — Самогон
- 2002 — Глаза вампира
- 2003 — Чад кутежа
- 2003 — Радостная жизнь
- 2004 — В раю
- 2004 — The Greatest Hits
- 2005 — Grand Collection
- 2006 — Неизданные песни (1985–2006)

### Сольні альбоми Паука
- 1998 — Антихрист?
- 2005 — Одинокие сердца

### Відеофільми
- 1991 — Каннибал-тур
- 1993 — Садизм-тур
- 1996 — Брынцалов-тур
- 1996 — Железный марш по Крыму
- 2001 — Live Kiev & Moscow
- 2006 — Девки, музыка, бухло и угар!
- 2006 — Девки, музыка, бухло и угар! Фильм второй

## Подальше життя учасників групи
За повідомленням російського каналу LifeNews барабанщик Андрій Мартиненко «Танцор» (грав в колективі протягом 2004–2010) мобілізований Рівненським військкоматом до батальйону «Азов» 28 січня 2015 року — бас-гітарист Сергій «Павук» Троїцький: «Андрій служитиме три місяці в музичному взводі територіального підрозділу АЗОВ. ».